# 한국영화학회
한국영화학회(Korean Cinema Association, KCA)는 영화연구진흥 및 회원상호간의 정보교환을 목적으로 1971년 5월 28일 설립된 대한민국 문화체육관광부 소관의 사단법인이다. 사무실은 서울시 중구 묵정동 18-27 대학문화원 309호(서울 중구 동호로27길 30 대학문화원 309호)에 있다.

## 주요 사업
- 학회지(『영화연구』) 발간 및 학술대회 개최
- 국제적인 연구협조 및 교류